# مونتسرات فیگوئراس
مونتسرات فیگوئراس و گارسیا (کاتالان: [munsəˈrat fiˈɣeɾəs i ɣəɾˈsi.ə]، زاده ۱۵ مارس ۱۹۴۲ – ۲۳ نوامبر ۲۰۱۱) خواننده سوپرانو اسپانیایی بود که در موسیقی اولیه تخصص داشت.
فیگوئراس در ۱۵ مارس ۱۹۴۲ در بارسلون، اسپانیا به دنیا آمد.   پس از آموزش اولیه به عنوان بازیگر، او در سال ۱۹۶۶، همراه با خواهرش پیلار فیگوئراس، شروع به مطالعه تکنیک های آواز اولیه کرد. 
در سال ۱۹۷۴ او و ژردی ساوای، همسرش (ازدواج در سال ۱۹۶۸)، لورنزو آلپرت و هاپکینسون اسمیت، گروه موسیقی با نام هسپریون اکس‌اکس (Hespèrion XX)، (بعدها: Hespèrion XXI) را تشکیل دادند. فیگوئراس و همسرش همچنین گروه های کلیسای سلطنتی کاتالونیا و کنسرت ملل را تأسیس کردند.
فیگوئراس به‌عنوان یک هنرمند انفرادی به طور منظم قطعه های موسیقی را اجرا و ضبط می‌کرد و او همچنین به همراه همسرش و به همراه فرزندانشان: آریانا و فران، قطعاتی را اجرا می‌کردند. 
او در ۲۳ نوامبر ۲۰۱۱ در سردانیلا دل بایس، در حضور خانواده اش، پس از یک مبارزه طولانی با سرطان درگذشت. مراسم تشییع جنازه در صومعه پدرالبس در شهر بارسلون برگزار شد. 